# Armand Audiganne
Armand Audiganne, né le 2 septembre 1814 à Ancenis et mort le 9 janvier 1875 à Paris, est un économiste et historien français du XIXe siècle.

## Biographie

### Jeunesse et études
Armand Audiganne naît le 2 septembre 1814 à Ancenis d'un père précepteur. Il suit des études de droit.

### Parcours professionnel
Après ses études, il devient journaliste et rédacteur de brochures politiques. Il s'inscrit alors dans un libéralisme très modéré.
Il entre au ministère de l’Industrie et du Commerce en 1840. Il prend la direction de la Statistique industrielle, qui lui permet de mener des enquêtes sur le monde ouvrier, dans un esprit similaire à celui de Frédéric Le Play.
Il occupe notamment la fonction de chef de bureau du ministère du commerce, où il a puisé sa connaissance de l'industrie.
Il est secrétaire de l'Exposition universelle de 1855 pour la section de l'agriculture et de l'industrie.
En 1869, Audiganne démissionne de la fonction publique pour se présenter comme candidat de l’opposition libérale dans une circonscription de la Loire. Battu, il ne se représente plus et s'affiche à partir de ce moment-là uniquement comme publiciste et catholique social.

### Recherche académique
Ses publications sont multiples et ont abordé une assez grande variété de sujets.
Il a débuté dès 1838 par des écrits politiques avant de se tourner vers des sujets d'économie politique.
Son œuvre considérée comme la plus importante concerne le transport avec Les chemins de fer aujourd'hui et dans cent ans chez tous les peuples qui prédit les avancées que produirait ce moyen de transport.
Il a également abordé la question ouvrière dans plusieurs de ces livres en préconisant une meilleure reconnaissance pour cette catégorie sociale.
Il meurt en son domicile le 9 janvier 1875 dans le 9e arrondissement de Paris.

## Œuvres

### Livres
- De la prochaine session des Chambres, et du ministère actuel, Impr. de Schneider et Langrand, 1841
- Histoire électorale de la France depuis la convocation des états généraux de 1789, W.Coquebert, 1841
- De l'organisation du travail, Garnier Frères, 1848
- L'Industrie française depuis la Révolution de Février et l'Exposition de 1848, Guillaumin, 1850
- Les populations ouvrières et les industries de la France dans le mouvement social du XIXe siècle, Capelle, 1854
- Les chemins de fer aujourd'hui et dans cent ans chez tous les peuples en 2 volumes, Capelle, 1852-1858
- L'industrie contemporaine : ses caractères et ses progrès chez les différents peuples du monde, Capelle, 1856
- François Arago : son génie, son influence : caractères de la science au XIXe siècle, Garnier frères, 1857.
- Paris dans sa splendeur. Monuments, vues, scènes historiques, descriptions et histoire. Dessins et lithographies par MM. Philippe Benoist, etc. Louis-Jules Arnout, etc. Texte par MM. Audiganne, P. Bailly, Eugène Carissan
- L'Économie de la paix et la richesse des peuples, Librairie internationale, 1866
- La lutte industrielle des peuples, Capelle, 1868
- La Crise des subsistances et la cherté des vivres, C. Douniol, 1871
- Mémoires D'un Ouvrier De Paris, 1871-1872, 1900

### Articles parus dans la Revue des Deux Mondes
- L'agitation industrielle et l'organisation du travail
- Politique coloniale de l’Angleterre
- La Crise commerciale et la banque d’Angleterre
- L’Industrie française depuis la révolution de février
- Du mouvement intellectuel parmi les populations ouvrières
- Les Chemins de fer en Europe et en Amérique
- Les Chemins de Fer et l’Ère des grandes exploitations - Les Lignes internationales et les Lignes françaises
- Les Lapidaires de Septmoncel, une tribu industrielle dans le Jura
- La Région du bas de la Loire. — Les Paludiers des marais salans et les pêcheurs des côtes,Livraison du 1er Novembre 1868. pp.199-240.